# Сач, Алек Джон
Александр (Алек) Джон Сач (англ. Alexander "Alec" John Such, он же Элек Янош Сюч, венг. Szűcs Elek János; 14 ноября 1951, Йонкерс, Нью-Йорк — 5 июня 2022, Орри, Южная Каролина) — американский рок-музыкант венгерского происхождения, известный в первую очередь как бас-гитарист оригинального состава группы Bon Jovi.

## Биография
Сач учился в средней школе Rahway. Позже он учился в средней школе в Перт-Амбой.
Начал играть на скрипке в возрасте 7 лет по инициативе родителей и был принят в оркестр штата Нью-Джерси в качестве скрипача. Однако такая игра Алеку не нравилась и в подростком возрасте он встретил группу рядом с домом, которой требовался басист, и решил присоединиться к ним, хотя и не владел в тот момент инструментом, но вскоре он научился играть.
Играл со своим будущим коллегой Ричи Самборой в группах Message и  Phantom’s Opera вместе с Тико Торресом и Дином Фазано. Позже Сач присоединился к зарождающейся группе, которая взяла себе название Bon Jovi. В её составе он записал пять альбомов. Помимо игры на бас-гитаре, Сач иногда исполнял вокальные партии. В частности, во время концертов группы он исполнял песню «Blood on Blood».
Сач покинул Bon Jovi в 1994 году, после выхода сборника Cross Road. Он никогда не объяснял причин своего ухода из группы. Джон Бон Джови и Ричи Самбора в одном из интервью заявили, что Сач был уволен за плохую работу во время концертных выступлений. В другом интервью Джон сказал следующее: «Алек хотел взять перерыв. Первоначально мы поинтересовались, сможет ли он записать следующий студийный альбом, не будучи на гастролях, но мы понимали, что это было невозможно». Одной из причин ухода Сача, возможно, стало падение с мотоцикла во время записи альбома Keep The Faith. При падении он повредил мышцу руки и постоянно должен был искать удобное положение, в котором мог играть на своём инструменте, не чувствуя боли, особенно во время концертов. Но когда Сач понял, что не может играть лучше, он впал в отчаяние и в депрессию. Во многих турах ему требовалось присутствие психолога. Перед одним из концертов Алек напился. Из-за этого группа предложила Сачу покинуть сцену после исполнения нескольких песен, и концерт прошёл без него. После ухода музыканта оставшиеся участники группы пришли к согласию, что Сача не стоит заменять официально. С тех пор на басу в группе играет Хью Макдональд, который участвовал в записи ещё дебютного сингла Bon Jovi — «Runaway», вошедшего в одноимённый дебютный альбом 1984 года. Имея статус «неофициального участника» Макдональд, не появлялся на обложках альбомов или рекламных плакатах, за исключением участия в фотосессии к обложке сингла 1999 года «Real Life». В 2016 году Хью Макдональд стал официальным участником Bon Jovi. В последний раз в составе группы Сач выступил в 2001 году, во время концертного тура One Wild Night Tour. Концерт проходил на стадионе Giants в Нью-Джерси, где Алек вышел на сцену, когда группа исполняла песню «Wanted Dead or Alive».
После ухода из Bon Jovi Сач завершил карьеру, заявив в 2000 году: «Я не скучаю по группе, мне ничего этого не нужно. Я хочу встречаться с людьми, и если они не поверят, что я был в Bon Jovi, мне будет всё равно. Не думаю, что я брал в руки гитару с тех пор, как ушел из группы». Играл с различными местными группами в Нью-Джерси, а также занялся бизнесом; открыл магазин мотоциклов в Нью-Йорке. В 1998 году вместе с Джеймсом Янгом из группы Styx он был менеджером чикагской рок-группы 7th Heaven.
14 апреля 2018 года Сач и Самбора воссоединились с Bon Jovi на церемонии введения группы в Зал славы рок-н-ролла. Алек первым из музыкантов произнёс благодарственную речь; сам же на сцену вышел для исполнения группой песни «Livin' on a Prayer».

## Смерть
5 июня 2022 года, около 2:15 ночи, Сач проснулся в своем доме в Южной Каролине, чтобы сходить в туалет. Возвращаясь в постель, он позвал друга, который гостил у него. Друг помог Сачу вернуться в постель, а затем вышел из комнаты. Когда друг позже вернулся, чтобы проверить его, Сач был найден мёртвым из-за сердечного приступа в возрасте 70 лет.

## Дискография

### Студийные альбомы
- Bon Jovi (1984)
- 7800° Fahrenheit (1985)
- Slippery When Wet (1986)
- New Jersey (1988)
- Keep the Faith (1992)

| - Cross Road (1994) - Tokyo Road: Best of Bon Jovi (2001) - One Wild Night Live 1985–2001 (2001, Концертный альбом) - 100,000,000 Bon Jovi Fans Can't Be Wrong (2004) - Greatest Hits (2010) |